# Macromeracis nana
Macromeracis nana är en tvåvingeart som beskrevs av James 1975. Macromeracis nana ingår i släktet Macromeracis och familjen vapenflugor. Inga underarter finns listade i Catalogue of Life.